# Uelikuḫi
Uelikuḫi, Velikuḫi, Uelikuni o Welikuhi fou una regió propera a l'extrem meridional del Llac Sevan conquerida pel rei d'Urartu Sarduri II (753-735 aC) quan n'era rei Murinu. El Castell de Berdi Glukh és l'única fortalesa de la regió que es pot atribuir amb certesa als urartians.
Reis:
- Murinu